# Шайтхольт
Шайтхóльт, або шайтхóльц (нім. scheitholt, scheitholz) — це традиційний німецький струнний інструмент та предок сучасної цитри. Відноситься до категорії бурдонних цитр.

## Історія
Шайтхольт, імовірно, походить від давньогрецького інструменту для теоретичного вивчення музики та фізики, так званного, монохорду (продовгувата дерев'яна коробка з одною струною). Слово «шайтхольт» початково відносилося до колод порубаних на дрова (Scheit = шматок, скіпка; Holz = дерево). Починаючи з XVI століття, цей інструмент почали називати саме так, можливо, через схожість розмірів та форми інструменту на дрова. Найбільш відомий опис цього інструменту належить Міхаелю Преторіусу, який описав шайтхольт в 1619 році у своїй праці Syntagma Musicum. Існує декілька регіональних назв для цього інструменту. В північній Німеччині інструмент часто називають хуммель, що означає «джміль» (у зв'язку зі звуком дзижчання бурдонних струн — це ж саме слово використовують і при згадці волинок). Є й інші назви, такі як: нідерландська — нордше балк(нід. noordse balk); французька — бюш, або бюш де Муз (фр. bûche, bûche de Meuse); фламандська — вліер(фл. vlier); та швейцарський діалект німецької — гексеншайт (шв. діалект нім. hexenscheit)
В баварському та австрійському регіонах, шайтхольт використовували ще з XIV ст. Схожі інструменти знаходять і в інших частинах північної Європи. В Америку шайтхольт, скоріше за все, був завезений через Пенсильванію німецькими колоністами, після чого поширився в районі гір Аппалачі, де пізніше був створений дульцимер(орієнтовно в XVIII ст.).

## Опис
Оригінальний шайтхольт зазвичай складається з дерев'яного корпусу розмірами приблизно 50 см в довжину, та 5 см в ширину; з простою головою грифа(хедстоком) та двома або трьома струнами. Струни вироблялися не лише з металу(латуні), а й інших: волосся тварин, кетгуту і т.д. Шайтхольт не має грифу як такого, замість нього на корпусі в якості ладів використовували цвяхи, що були вбиті у корпус під струнами. Починаючи з XVI–XVII ст. кількість струн збільшилася до трьох-чотирьох. З часом, шайтхольт зазнавав все більше змін, розмір корпусу збільшився, також на корпусі з'явився окремий фінґерборд.

## Техніка гри
На шайтхольті грають так само як на сучасній цитрі. Інструмент розміщюється горизонтально: кладеться на стіл, або на коліна музиканта. Пальцами лівої руки натискають на струни за допомогою дерев'яної палички, яку інколи називають «нотер»; пальцами правої руки(переважно великим та вказівним пальцями) перебирають струни за допомогою медіатора(медіатор може бути виготовлений з дерева, рогу), гусячого пера або просто пальцями. Деякі струни виконують роль бурдона.
В основному, шайтхольт був розповсюджений в альпійских регіонах південної Німеччини, Саксонії та Верхньої Лужиці протягом XIX ст.